# Fuentesoto
Fuentesoto település Spanyolországban, Segovia tartományban. Fuentesoto Valtiendas, Torreadrada, Castro de Fuentidueña, Cobos de Fuentidueña, San Miguel de Bernuy és Fuentidueña községekkel határos. Lakosainak száma 100 fő (2024).

## Népesség
A település népessége az elmúlt években az alábbi módon változott:
| Lakosok száma | 176  | 163  | 197  | 178  | 145  | 120  | 113  | 108  | 101  | 100  |
|               | 2001 | 2004 | 2007 | 2009 | 2012 | 2014 | 2017 | 2019 | 2022 | 2024 |